# スカン郡
スカン郡（スカンぐん、Sukang）はブルネイ・ブライト地区にある郡。ブライト地区から見て南に位置し、北はブキト・サワト郡、北東はツトン地区ランバイ郡、東から南東はマレーシア・サラワク州、南はメリラス郡、西はラビ郡に接する。
2003年5月、豪雨による洪水に見舞われた。郡長はダトゥ・マハラジャ・セティア・アワン・モホド・シンポク（Datu Maharaja Setia Awang Mohd Simpok）。

## 村
スカン郡は以下の村から構成される。
- アパック・アパック村（Kampong Apak-Apak）
- アンバワン村（Kampong Ambawang）
- ククプ村（Kampong Kukup）
- サウド村（Kampong Saud）
- スカン村（Kampong Sukang）
- ドゥングン村（Kampong Dungun）
- バウアウ村（Kampong Buau）
- ビアドン・ウル村（Kampong Biadong Ulu）
- ビアドン・テンガー村（Kampong Biadong Tengah）

## 医療
スカン郡では、1953年に移動式の診療所が診療を開始、1964年からはフライングドクターが始まった。ブルネイ政府直営の診療所が開設されたのは1980年のことである。外来診療、産科、小児科、学校保健を担う。